# En sang om frihed
En sang om frihed er en dansk dokumentarfilm fra 2013 instrueret af Johanne Hesseldahl og Ayo Degett.

## Handling
Phillip og George synger i Sydsudans nationalkor, som blev stiftet efter landet fik sin uafhængighed fra Sudan. Efter 50 års blodig borgerkrig prøver korets medlemmer at bearbejde deres erfaringer gennem de fædrelandssange, de skal synge på uafhængighedsdagen.